# Reverz transzkriptáz

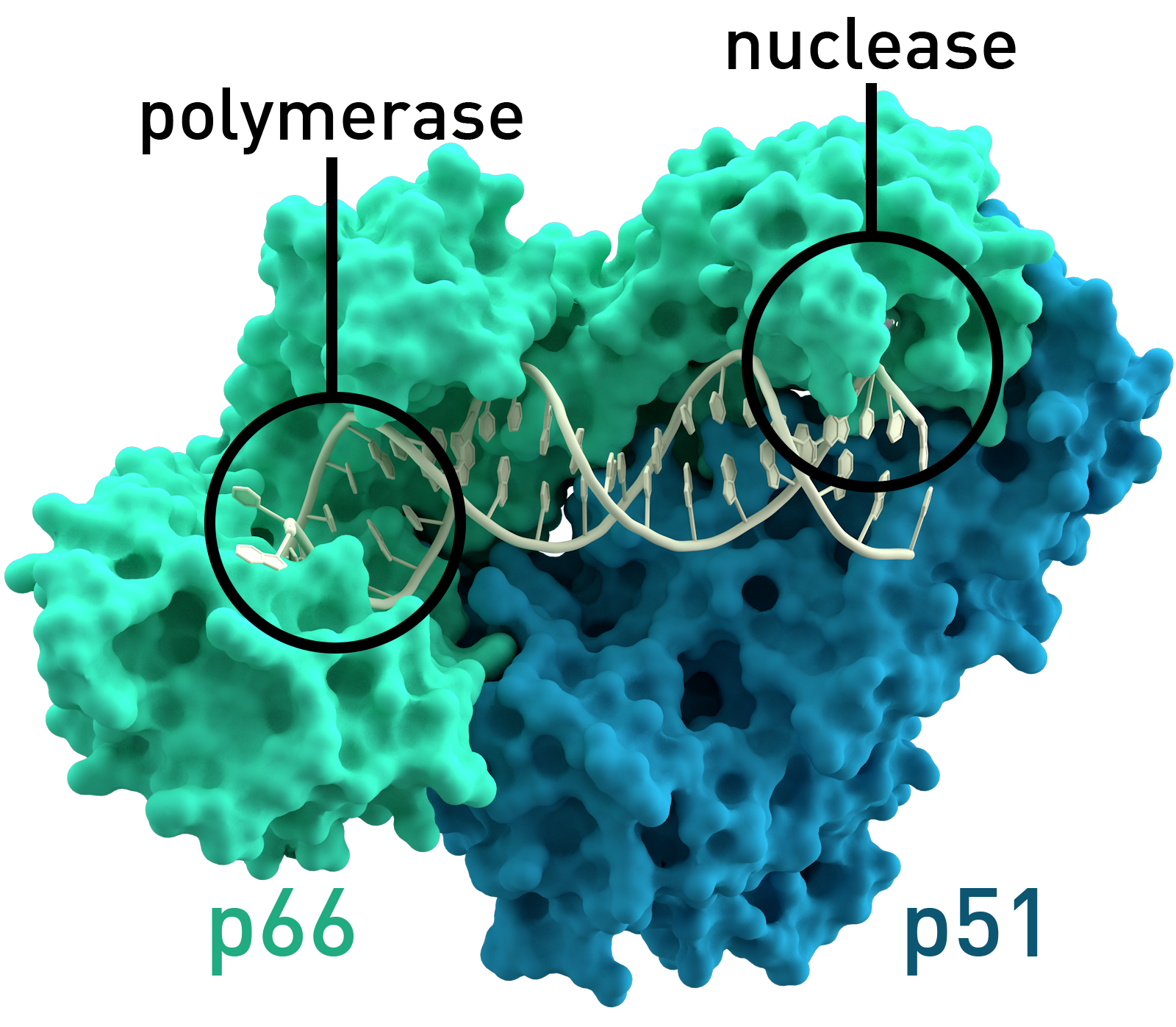
A HIV reverz transzkriptázának modellje. Az enzim két alegységből áll

A reverz transzkriptáz (RT) olyan enzim, amely RNS-szálról képes komplementer, kiegészítő DNS-t készíteni. A DNS-ről való RNS-átírás folyamat neve transzkripció, ezért ennek fordítottját reverz transzkripciónak hívják. Mivel a reverz transzkriptáz alapvető fontosságú olyan retrovírusok számára, mint például a HIV, a működését gátló szerek fontos szerephez jutnak a vírusfertőzések gyógyításában. A retrovírusokon kívül az eukarióta sejtekben a kromoszómák telomerjein és a mobilis genetikai elemek (retrotranszpozonok) is kifejtenek reverz transzkripciós aktivitást.

## Felfedezésének története
A reverz transzkriptázt az amerikai Howard M. Temin fedezte fel 1970-ben a Rous szarkómavírusban (RSV); illetve tőle függetlenül David Baltimore is izolálta az enzimet az RSV-ből és az egér-leukémia vírusból. A felfedezésért mindketten orvostudományi Nobel-díjban részesültek 1975-ben. Temin már a 60-as évek elején felvetette, hogy egyes RNS-vírusok DNS-sé átírva beépülnek a gazdasejt genomjába, de az elmélet kezdetben ellenállással találkozott, mert ellentmondott a molekuláris biológia centrális dogmájának, miszerint a sejtekben információ DNS-RNS-fehérje irányban áramlik. Az enzim izolálása bebizonyította, hogy Teminnek volt igaza. 

## Vírusok

A reverz transzkripció folyamata

A reverz transzkripciót a retrovírusok és a hepadnavírusok alkalmazzák. Előbbieknek egyszálú RNS-ből áll a genomjuk (a Baltimore-féle osztályozásban a VI. csoport), melyet a saját enzimjükkel kétszálú DNS-sé írnak át, ami aztán a gazdasejt DNS-ébe integrálódik. A hepadnavírusok (Hepatitis B vírus) DNS-genommal rendelkeznek, de annak másolása rendhagyó módon, egy RNS-intermedierrel történik. A reverz transzkriptáz mindkét esetben alapvető fontosságú a virális életciklus végigviteléhez. 
Az átírás a citoplazmában zajlik és a hagyományos DNS-szintézishez képest meglehetősen bonyolult, a következő lépésekben történik:  
1. A sejt egyik tRNS-e a vírus RNS-hez (ún. primer binding site, PBS) hibridizál, ahol primerként, a szintézis elindítójaként fog szerepelni. A PBS nem a genom legvégén van, bár az 5' végéhez közel.
2. A tRNS-ből kiindulva komplementer DNS-szál készül a vírusgenom 5' végéig (a vírusgenom végén az R régió egy ismőtlódó szakasz, amely mindkét végen megtalálható)
3. A rövid kétszálú DNS-RNS hibrid részről az enzim eltávolítja az RNS-t
4. A maradék DNS áthelyeződik a genom másik, 3' végére, ahol a DNS R régiója az RNS-beli R régióhoz kötődik
5. A DNS-szálat az enzim meghosszabbítja az RNS-t használva mintául
6. Egy rövid közbenső szakasz kivételével lebomlik a DNS-RNS hibrid RNS-szála
7. A megmaradt rövid RNS primerként szolgál, és róla kiindulva megszintetizálódik a második DNS-szál
8. A második DNS leválik az elsőről és a genom elején, a PBS-régióban újrahibridizálódik vele
9. A DNS-szálak mindkét oldalon 5'-3' irányban meghosszabbodnak és a teljes folyamat végén az eredeti RNS-genommal azonos szekvenciájú, kétszálú DNS-t kapunk, amit az integráz enzim beépíthet a sejt DNS-ébe.

A fentieknek megfelelően a reverz transzkriptáz enzim általában háromféle aktivitással rendelkezik:
- RNS-függő DNS-polimeráz
- DNS-függő DNS-polimeráz
- ribonukleáz-H (RNS/DNS hibridről az RNS eltávolítása).

Egyes vírusfajok esetében hiányzik a DNS-függő DNS-polimeráz aktivitás, itt feltehetően a gazdasejt saját DNS-polimeráza végzi el a funkcióját.

## Eukarióták
Az eukarióták esetében az olyan mobilis genetikai elemek, mint a retrotranszpozonok egy RNS-intermedier segítségével másolják le magukat és mozognak a genomon belül. A kromoszómák végén található telomerek hosszúságát szabályozó telomeráz enzim egy RNS-molekulát tartalmaz, amely templátul szolgál a telomerek DNS-ének meghosszabbításához.  

## Prokarióták
Egyes baktériumokban retronoknak nevezett RNS-molekulák találhatóak, melyekről reverz transzkriptáz íródik át, és az a retronról nagy mennyiségű egyszálú DNS-másolatot készít. Funkciója nem ismert. 

## Másolási pontosság
A sejt másolóenzimjeitől eltérően a virális reverz transzkriptáz nem rendelkezik hibajavító funkcióval, ezért igen sok mutációt generál. A madármioblasztózis-vírus enzimje minden 17 000-ik, az egérleukémia-vírus pedig minden 30 000-ik bázist rosszul épít be, vagyis minden 3-4. kópián mutációt hoz létre. Emiatt igen sok az életképtelen vírus, más részről viszont lehetővé válik az immunrendszer vagy az antivirális gyógyszerek elleni gyors reagálás.

## Alkalmazás

### Molekuláris biológia

Az első hatékony HIV-ellenes gyógyszer, a reverz transzkriptázt blokkoló zidovudin (AZT) szerkezete

A reverz transzkriptázt leggyakoribb felhasználása a reverz transzkripciós polimeráz-láncreakció (RT-PCR, nem összetévesztendő a Real Time PCR-rel). A hagyományos PCR csak DNS megsokszorozására képes, a reverz transzkripciós lépés lehetővé teszi a mintákban található RNS (pl. RNS-vírusok) gyors és érzékeny kimutatását. A technika jelentősen megkönnyíti a génekről átírt hírvivő RNS-ek (vagy bármilyen más RNS) vizsgálatát is. Mivel az eukarióta gének többnyire több szakaszra (exon) osztva találhatóak meg a kromoszómákon, ezeknek a géneknek a termékeit (például inzulint) korábban nem lehet baktériumba juttatva, ipari mennyiségben, biotechnológiai módszerrel termelni (a bakteriális gének egy szakaszból állnak, ezért csak így képesek olvasni is őket). A génről készült mRNS-ből viszont a fölösleges szakaszok ki vannak vágva, így azt DNS-sé átírva lehetővé válik ezeknek a fehérjéknek baktériumokban való tömegtermelése.   

### Antivirális gyógyszerek
Mivel a reverz transzkriptáz alapvető fontosságú a HIV replikációjához, az azt blokkoló gyógyszereket már régóta használják az AIDS-betegek kezelésében. Az első hatékony gyógyszer, a zidovudin (AZT) is RT-gátló volt, és azt követte a lamivudin, a tenofovir és az olyan nem-nukleozid szerek, mint a nevirapin.

## Fordítás
- Ez a szócikk részben vagy egészben  a   Reverse transcriptase című angol Wikipédia-szócikk ezen változatának fordításán alapul.  Az eredeti cikk szerkesztőit annak laptörténete sorolja fel. Ez a jelzés csupán a megfogalmazás eredetét és a szerzői jogokat jelzi, nem szolgál a cikkben szereplő információk forrásmegjelöléseként.